# 馬原虫性脊髄脳炎

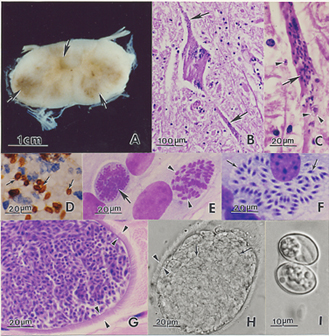
種々の段階の馬原虫性脊髄脳炎

馬原虫性脊髄脳炎(英: Equine Protozoal Myeloencephalitis:EPM)とはウマの中枢神経系への原虫感染によって引き起こされる疾病。

## 歴史
馬原虫性脊髄脳炎はJim Rooneyにより1960年代に報告された。馬原虫性脊髄脳炎は稀な疾病とされていたが、現在では報告数が増えている。ケンタッキー大学の報告では馬原虫性脊髄脳炎の病原体の終宿主はフクロネズミとされている。

## 原因

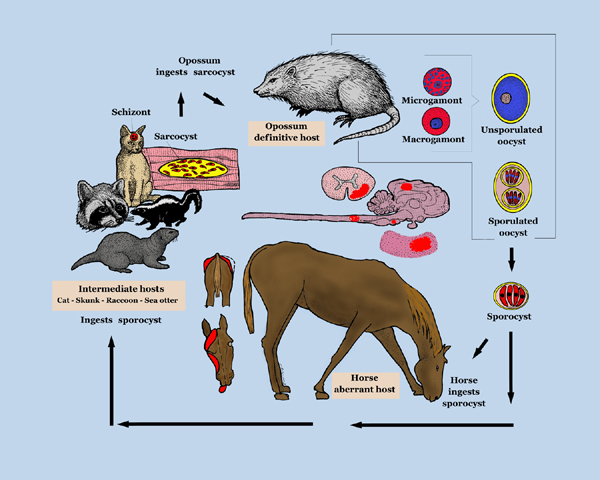
S. neuronaの生活環

馬原虫性脊髄脳炎はSarcocystis neuronaを原因とする。S. neuronaはその生活環を完成させるために終宿主と中間宿主を必要とする。研究室内においてアライグマ、ネコ、アルマジロ、スカンク、ラッコが中間宿主となることが示されている。フクロネズミは終宿主である。ウマとS. neuronaとの接触はフクロネズミが排便した放牧地や水飲み場におけるものが最も一般的である。S. neuronaのウマ間での伝播はない。ウマは終末宿主あるいは非固有宿主である。